# Брейкдаун (музика)
Брейкда́ун (англ. Breakdown) — частина пісні, що у загальному розумінні є уповільненням. Тобто, це розміреніша, повільніша частина пісні, що слідує одразу за швидкою забойною частиною. Характерно для екстремальних жанрів рок-музики, але мають свої певні особливості. Брейкдаун найбільш характерний для музики таких жанрів як металкор та пост-хардкор

## Різновиди брейкдаунів

### Класичний
Класичний характерний насамперед для хардкор панку, де треки складаються з малої кількості швидких рифів. Тому кожне уповільнення вже виділяється за рахунок цього та добряче качає. Тобто олд-скул брейкдаун це наступне: після характерної хардкорової швидкої частини у темпі десь 200 bpm, гурт немовби врізається в бетону стіну (всі інструменту припиняють грати, окрім останньої протяжної ноти гітар та бас-гітари), після чого починається інша тема в набагато повільнішому темпі. Також широко застосовувався в екстремальному металі, де швидкі партії часом змінювалися акустичними соло.

### Новітній
Поняття брейкдауну нової школи (також — бітдаун) схоже на перше, але специфічніше. Нью-скул брейкдавн — наймошевіша частина пісні, виконана в менш високому темпі, як правило, у супроводі «хлопчачого» баритону на відміну від загального вокалу композиції. Гітарним партіям властива крайня брутальність й уривчастість, пружинистість. Темп мошу задається виключно ударними — причому залізом: крешем або слешем. Брейкдауни цього виду характеризуються т. зв. «мелодійною порожнечею», себто місцями, де гітари та бас-гітара мовчать. У результаті в брейкдауні інколи гітари більше мовчать, аніж грають.

### Сучасне визначення
Зараз брейдавнами часто називають будь-які драйвові мошеві місця з уривчастими рифами, чіткими акцентами, гучним соковитим залізом.

### Окремо про даблтайм
Даблтайм — це коли гітари грають в тому ж
темпі, а ударні вдвічі швидше чи повільніше
(щільніше чи, як у випадку з брейкдавном, менш щільно). Досить популярна тема, використовується в дуже багатьох напрямках, а не тільки в хардкорових.